# 威宁小檗
威宁小檗（学名：Berberis weiningensis）为小檗科小檗属下的一个种。

## 扩展阅读
- 維基物種上的相關：威宁小檗